# Тагор, Гаганендранатх
Гаганендранатх Тагор (গগনেন্দ্রনাথ ঠাকুর, 18 сентября 1867 — 14 февраля 1938) — индийский художник, представитель модернистского направления, племянник Рабиндраната Тагора.

## Биография
Происходил из известной и влиятельной литературной и художественной семьи Тагоров. Старший сын Гунендранатха Тагора. Родился в имении «Джорасанко» в окрестностях Калькутты, где провел вместе с братом Абаниндранатхом своё детство. С раннего детства в нём была воспитана горячая любовь к древнему национальному искусству.
Получил хорошее домашнее образование. В 1906—1910 годах изучал японскую технику кисти, дальневосточное искусство. В 1907 году вместе со своим братом и Эрнестом Гавелом создал Индийское общество искусств народов Востока. Вскоре стал издавать «Ежегодник» («Рупам»). Со временем Гаганендранатх отошёл от живописи, отдавая внимание карикатуре.
В 1920 году приходит к модернисткой живописи, часто работает в стиле кубизма. В 1925 году его стиль напоминает посткубизм.
Был женат на Прамодкумари Деви и имел сына Какендранатха, который приходится дедом индийской актрисе Шармиле Тагор.
Умер 14 февраля 1938 года в Калькутте.

## Творчество

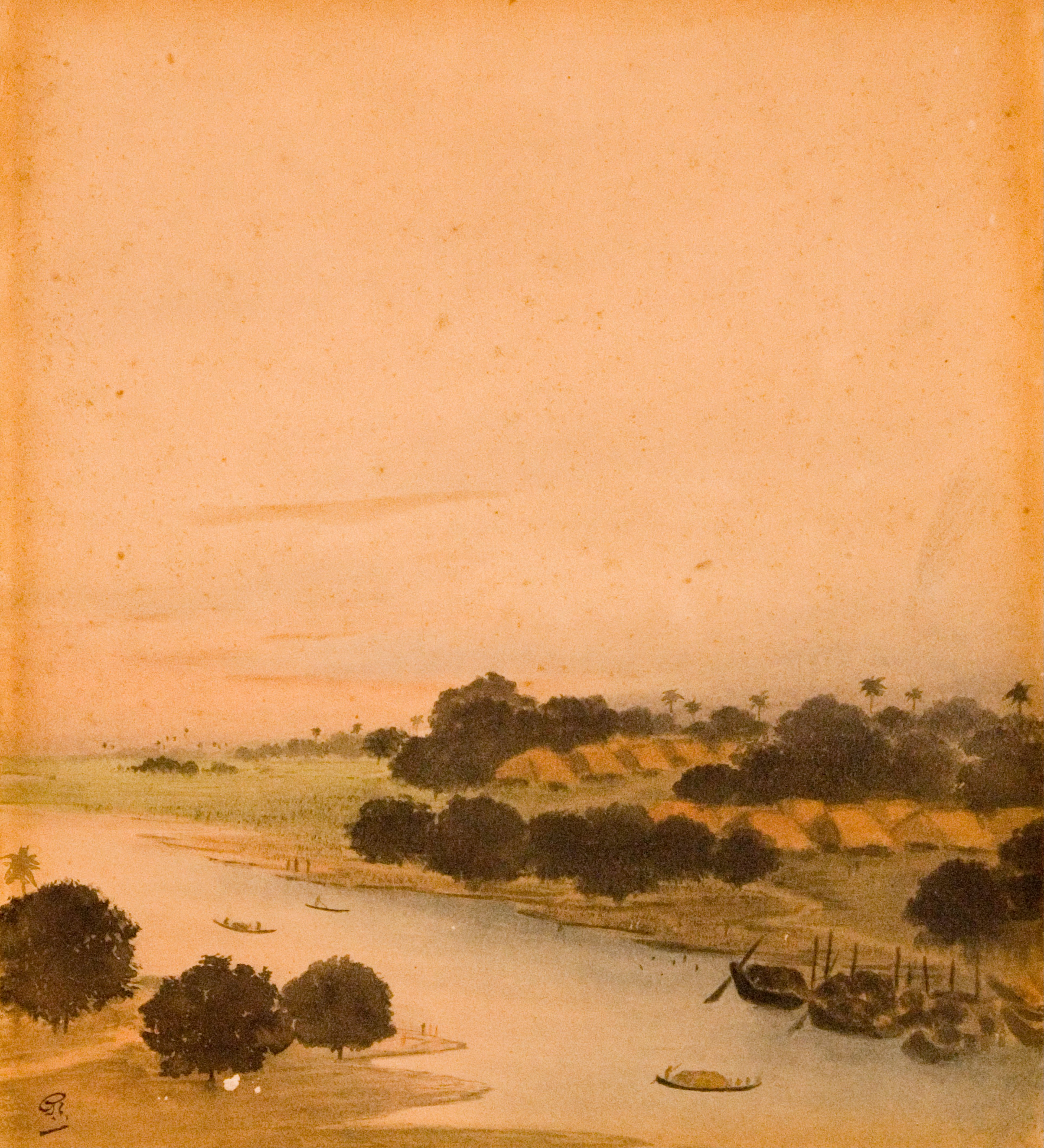
«Река», картина кисти Тагора

Значительную роль в формировании творчества Гаганендранатха Тагора сыграли мастера европейской школы живописи, а также художники Японии. Им были созданы интересные произведения под влиянием творчества прославленного японского мастера декоративной живописи Огата Корина (XVII век). Тагор также отдал дань кубизму и абстракционизму.
Больше всего Тагор достиг успеха в создании реалистических в своей основе произведений. Это «Похороны шары», «Нищие пилигримы» и другие. Многие работы художника посвящены темам индийского эпоса древней Индии. Художника волнует и увлекает героика прошлого. В этом он видит величие Индии и своего народа, что соответствует духу Бенгальского возрождения, в котором Гаганендранатх Тагор сыграл не последнюю роль.
Художник также создавал сатирические или карикатурные произведения, высмеивая пороки, высмеивая несправедливость. В одном из них — «Сила закона» — изображен сытый, довольный, полный благополучия полицейский, который под зонтиком ведет в участок двух несчастных нищих, голодных и промокших.
Произведения Гаганендранатха Тагора привлекали к себе не только интересной тематикой и глубиной содержания, но и также то, что он был замечательным колористом.
Увлекался созданием книг из литографий или карикатур. Также написал детскую книгу в стиле Льюиса Кэролла «Большая выдра» («Бходор Бахадур»).